# Union démocratique (Bosnie-Herzégovine)
Pour les articles homonymes, voir Union démocratique.
L'Union démocratique (en serbe cyrillique : Демократски савез ; en serbe latin : Demokratski savez abrégé DEMOS) est un parti politique en Bosnie-Herzégovine actif dans la république serbe de Bosnie. Il est dirigé par  Nedeljko Čubrilović, l'ancien président de l'Assemblée nationale de la République serbe de Bosnie.

## Histoire
L'Union démocratique est fondée le 22 décembre 2018 par Nedeljko Čubrilović, l'ancien président de l'Assemblée nationale de la république serbe de Bosnie à la suite de son départ de l'Alliance populaire démocratique en novembre 2018,.

## Résultats électoraux

### Élections parlementaires
| Année | Voix   | %    | Rang | Sièges |
| ----- | ------ | ---- | ---- | ------ |
| 2022  | 30 591 | 1,93 | 12e  | 1 / 42 |

### Élections locales
| Année | Voix   | %    | Rang | Sièges |
| ----- | ------ | ---- | ---- | ------ |
| 2022  | 34 898 | 5,46 | 6e   | 5 / 83 |